# Antsla (commune)
Cet article concerne la commune. Pour la ville, voir Antsla.
Antsla (en estonien : Antsla vald) est une commune rurale située dans le comté de Võru en Estonie, dont le centre administratif est la ville d'Antsla.

## Géographie
Elle s'étend sur 410,52 km2 dans l'est du comté. Avant octobre 2017, sa superficie était de 270,79 km2.
Elle comprend une ville, Antsla, son chef-lieu, deux bourgs, Kobela et Vana-Antsla, ainsi que les villages de Ähijärve, Anne, Antsu, Haabsaare, Jõepera, Kaika, Kassi, Kikkaoja, Kirikuküla, Koigu, Kõlbi, Kollino, Kraavi, Kuldre, Litsmetsa, Luhametsa, Lümatu, Lusti, Madise, Mähkli, Oe, Pihleni, Piisi, Rimmi, Roosiku, Ruhingu, Savilöövi, Soome, Säre, Taberlaane, Toku, Tsooru, Uhtjärve, Urvaste, Uue-Antsla, Vaabina, Viirapalu et Visela.

## Histoire
Lors d'une réorganisation administrative en octobre 2017, Antsla annexe l'ancienne commune d'Urvaste.

## Démographie
En 2012, la population s'élevait à 3 525 habitants. 
En 2019, après l'intégration d'Urvaste, la population s'élevait à 4 478 habitants.

## Sites et monuments
L'église Saint-Urbain d'Urvaste, datant du XIIIe siècle, est la seule d'époque médiévale en plan basilical d'Estonie. Elle est rattachée à la fin du XVIIe siècle sous le règne de Charles XI de Suède à la paroisse d'Harjel.